# Политические партии Аландских островов
 Политические партии Аландских островов  — политические организации (объединения), действующие на территории Аландских островов.
На Аландских островах действует многопартийная система с множеством политических партий в которых у партии практически нет шансов получить мандат одной. Поэтому, все партии должны сотрудничать друг с другом для формирования коалиционного правительства.

## Партии национального или международного уровня
| Партия                                                            | Мест в парламенте | Комментарии                                                                               |
| ----------------------------------------------------------------- | ----------------- | ----------------------------------------------------------------------------------------- |
| Аландский центр (Ålands Center)                                   | 7                 | Центристская и аграрная политическая партия. Лидер: Гарри Янссон                          |
| Аландская либеральная партия (Liberalerna på Åland)               | 6                 | Либеральная политическая партия. Член Либерального Интернационала. Лидер: Вивека Эрикссон |
| Аландская социал-демократическая партия (Ålands Socialdemokrater) | 6                 | Социал-демократическая политическая партия. Лидер: Камилла Гунелл                         |
| Аландские умеренные (Moderaterna Åland)                           | 4                 | Либерально-консервативная политическая партия. Лидер: Йохан Эн                            |
| Независимый блок (Obunden Samling)                                | 4                 | Консервативная политическая партия. Лидер: Гун-Мари Линдхольм                             |
| Будущее Аландов (Ålands Framtid)                                  | 3                 | Сепаратистская политическая партия: Алекс Джонссон                                        |

## Бывшие

### Аландская партия зелёных (Gröna på Åland)
Аландская партия зелёных  (швед. Gröna på Åland) — политическая партия Аландских островов. На парламентских выборах 1987 года заняла 2 место. На парламентских выборах 1991 года партия получила 2,8% голосов, недостаточно для получения хотя бы одного мандата.